# Fospropofol
Fospropofolul este un medicament sedativ-hipnotic utilizat pentru inducerea anesteziei generale. Calea de administrare disponibilă este cea intravenoasă.
Este un derivat de propofol, fiind un promedicament hidrosolubil al acestuia. În organism, este metabolizat la propofol în prezența fosfatazelor alcaline serice.